# محمد زاهد الكوثري
مُحَمَّدٌ زَاهِدُ بْنُ حَسَنِ بْنِ عَلِيٍّ الحلميُّ الكَوْثَرِيُّ نسبة إلى قرية الكوثري بضفة نهر «شيز» من بلاد القوقاز، وقيل بأنه نسبة إلى أحد أجداده، ينحدر من أصل شركسي من قبيلة الشابسوغ الشركسية العريقة.

## مولده
ولد بقرية الحاج حسن قريسي القريبة من دزجة بنحو ثلاثة أميال شرق الأستانة في تركيا، وكان ذلك يوم الثلاثاء 27 أو 28 من شوال عام 1296 هـ الموافق 14 أكتوبر عام 1878م.

## نشأته وتفقهه وجهاده
تفقه في جامع الفاتح بالآستانة، ودرس فيه، وتولى رئاسة مجلس التدريس واضطهده الاتحاديون في خلال الحرب العالمية الأولى لمعارضته خطتهم في إحلال العلوم الحديثة محل العلوم الشرعية في أكثر حصص الدراسة. ولما تولى الكماليون وجاهروا بالإلحاد أريد اعتقاله فركب إحدى البواخر إلى الإسكندرية سنة 1341هـ = 1922م، وتنقل زمناً بين مصر وبلاد الشام، ثم استقر في القاهرة موظفا في دار المحفوظات العمومية لترجمة ما فيها من الوثائق التركية إلى العربية. وكان يجيد العربية والتركية واللغة الفارسية والجركسية، وفي نطقه بالعربية لكنة.

## وفاته
توفي بتاريخ 19 من ذي القعدة 1371 هـ الموافق 11 أغسطس 1952م، عن خمس وسبعين سنة، وأمّ صلاة الجنازة الشيخ عبد الجليل عيسى شيخ اللغة العربية، ودفن قرب قبر أبي العباس الطوسي في قرافة الشافعي.

## مؤلفاته

كتاب مقالات الكوثري – طبعة المكتبة التوفيقية.

كتاب الإمام محمد زاهد الكوثري وإسهاماته في علم الرِّواية والإسناد تأليف: محمد عبد الله آل رشيد. قدم له: الشيخ وهبي سليمان غاوجي الألباني، والشيخ محمد أمين سراج، والشيخ محمد محمد عوامة.

له مؤلفات دينية كثيرة تزيد على خمسين مؤلفاً. من مؤلفاته المطبوعة:
- مقالات الكوثري.
- صفعات البرهان على صفحات العدوان.
- العقيدة وعلم الكلام من أعمال الإمام محمد زاهد الكوثري.
- الفقه وأصول الفقه من أعمال الإمام محمد زاهد الكوثري.
- تأنيب الخطيب على ما ساقه في ترجمة أبي حنيفة من الأكاذيب.
- نظرة عابرة في مزاعم من ينكر نزول عيسى عليه السلام قبل الأخرة.
- الإشفاق على أحكام الطلاق في الرد على من يقول: إن الثلاث واحدة.
- اللامذهبية قنطرة اللادينية.
- محق التقول في مسألة التوسل.
- الاستبصار في التحدث عن الجبر والاختيار.
- تحذير الخلف من مخازي أدعياء السلف.
- النكت الطريفة في التحدث عن ردود ابن أبي شيبة على أبي حنيفة.
- إحقاق الحق بإبطال الباطل في مغيث الخلق، ويليه: أقوم المسالك في رواية مالك عن أبي حنيفة ورواية أبي حنيفة عن مالك.
- التحرير الوجيز فيما يبتغيه المستجيز.
- الترحيب بنقد التأنيب.
- من عبر التاريخ في الكيد للإسلام.
- فقه أهل العراق وحديثهم.
- نبراس المهتدي في اجتلاء أبناء العارف دمرداش المحمدي.
- رفع الاشتباه عن حكم كشف الرأس ولبس النعال في الصلاة.
- إرغام المريد في شرح النظم العتيد لتوسل المريد.
- تعطير الأنفاس بذكر سند ابن أركماس.
- حنين المتفجع وأنين المتوجع.
- الفوائد الوافية في علمي العروض والقافية.
- الإفصاح عن حكم الإكراه في الطلاق والنكاح.
- ملخص تذهيب التاج اللجيني في ترجمة البدر العيني في أول شرح البخاري.
- لمحات النظر في سيرة الإمام زفر رضي الله عنه.
- حسن التقاضي في سيرة الإمام أبي يوسف القاضي.
- بلوغ الأماني في سيرة الإمام محمد بن الحسن الشيباني.
- الإمتاع في سيرة الإمامين الحسن بن زياد وصاحبه محمد بن شجاع.
- الحاوي في سيرة الإمام أبي جعفر الطحاوي.

ومما قدم له وعلق عليه:
- الغرة المنيفة للسراج الغزنوي الهندي في تحقيق نحو مائة وسبعين مسألة، رداً على الطريقة البهائية للفخر الرازي.
- دفع شبه التشبيه بأكف التنزيه لابن الجوزي.
- تبيين كذب المفتري فيما نسب إلى الإمام أبي الحسن الأشعري لابن عساكر.
- التبصير في الدين وتمييز الفرقة الناجية عن الفرق الهالكين لأبي المظفر الإسفراييني.
- الفرق بين الفرق لعبد القاهر البغدادي.
- التنبيه والرد على أهل الأهواء والبدع لأبي الحسين الملطي.
- الإنصاف فيما يجب اعتقاده ولا يجوز الجهل به للقاضي الباقلاني.
- العقيدة النظامية لإمام الحرمين الجويني.
- الأسماء والصفات للبيهقي.
- اختلاف الموطآت للدارقطني.
- بيان زغل العلم للذهبي.
- المصعد الأحمد لابن الجزري.
- الانتصار والترجيح للمذهب الصحيح لسبط ابن الجوزي.
- السيف الصقيل في الرد على ابن زفيل (في الرد على نونية ابن القيم) للتقي السبكي، والتعليقات معروفة بإكمالة الرد ومسماة بتبديد الظلام المخيم من نونية ابن القيم.
- مراتب الإجماع لابن حزم، ونقده لابن تيمية.
- النبذ في أصول الفقه الظاهري لابن حزم.
- الاختلاف في اللفظ والرد على الجهمية والمشبهة لابن قتيبة، والتعليق يسمى لفت اللحظ إلى ما في الاختلاف في اللفظ.
- رسالة أبي داود في وصف سنته.
- مناقب أبي حنيفة وأبي يوسف ومحمد بن الحسن للذهبي، ومعها أيضاً تعليق الأستاذ أبي الوفاء.
- ذيول طبقات الحفاظ للحسيني وابن فهد والسيوطي.
- العالم والمتعلم.
- رسالة أبي حنيفة إلى عثمان البتي.
- الفقه الأبسط للإمام أبي حنيفة.
- اللمعة في الوجود والقدر وأفعال العباد لإبراهيم بن مصطفى الحلبي المذاري.
- كشف أسرار الباطنية لمحمد بن مالك الحمادي.
- الروض الزاهر في سيرة الملك الظاهر للبدر العيني.
- شروط الأئمة الستة لمحمد بن طاهر المقدسي وشروط الخمسة للحازمي، والتعليقات عليها مسماة بالتعليقات المهمة على شروط الأئمة.
- كشف المغطى من فضل الموطا لابن عساكر.
- العقل وفضله لابن أبي الدنيا.
- الحدائق في الفلسفة العالية للبطليوسي.
- حقيقة الإنسان والروح للجلال الدواني.
- منية الألمعي فيما فات الزيلعي للعلامة قاسم بن قطلوبغا.
- الانتقاء في تاريخ الأئمة الفقهاء، مالك والشافعي وأبي حنيفة لابن عبد البر.
- خصائص مسند أحمد لأبي موسى المديني.
- شرح الحكيم محمد بن أبي بكر التبريزي على المقدمات الخمس والعشرين.
- من دلالة الحائرين لموسى بن ميمون.

ومما قدم له أو كتب فيه كلمة:
- شرح مقامة (الحور العين) لنشوان الحميري.
- الروض النضير في شرح المجموع الفقهي الكبير للقاضي شرف الدين السياغي الصنعاني.
- نثر الدر المكنون في فضائل اليمن الميمون للسيد محمد الأهدل.
- الدر الفريد الجامع لمتفرقات الأسانيد للسيد عبد الواسع اليماني.
- بيان مذهب الباطنية وبطلانه من كتاب قواعد عقائد آل محمد لمحمد بن الحسن الديلمي.
- طبقات ابن سعد من الطبعة المصرية.
- نصب الراية في تخريج أحاديث الهداية للحافظ الزيلعي، تقدمته واسعة وجداول التصويب غير وافية، فتحتاج إلى إكمال.
- فتح الملهم في شرح صحيح مسلم للعلامة شبير أحمد العثماني.
- ترتيب مسند الإمام الشافعي للحافظ محمد عابد السندي.
- أحكام القرآن جمع البيهقي من نصوص الإمام الشافعي.
- مناقب الإمام الشافعي للحافظ عبد الرحمن بن أبي حاتم الرازي الشافعي.
- ذيل الروضتين للحافظ أبي شامة.
- فهارس البخاري لفضيلة الأستاذ الشيخ رضوان محمد رضوان.
- إشارات المرام من عبارات الإمام أبي حنيفة النعمان لكمال الدين البياضي.
- كشف الستر عن فرضية الوتر لعبد الغني النابلسي.
- العالم والمتعلم لأبي بكر الوراق الترمذي.
- الأعلام الشرقية للأستاذ زكي مجاهد.
- انتقاد المغني عن الحفظ والكتاب للأستاذ حسام الدين القدسي.
- النهضة الإصلاحية للأسرة الإسلامية للأستاذ مصطفى الحمامي.
- منتهى آمال الخطباء له أيضاً.
- براهين الكتاب والسنة للعلامة العارف بالله الشيخ سلامة العزامي.
- قانون التأويل لحجة الإسلام الغزالي.
- الثمرة البهية للصحابة البدرية لمحمد سالم الحفناوي.
- كتاب بغداد لابن طيفور.
- فتاوى تقي الدين السبكي.
- إيضاح الكلام فيما جرى للعز بن عبد السلام.
- تاريخ القوقاز.
- دفع شبه من شبه وتمرد ونسب ذلك إلى السيد الجليل الإمام أحمد للتقي الحصني.
- تعليقه على مادة (الجركس) في تعريب دائرة المعارف الإسلامية.

## مؤلفات عنه
- منهج الإمام الكوثري في محاربة البدع العقدية — دين محمد محمد ميرا صاحب
- ضوابط الاجتهاد التنزيلي عند الشيخ محمد زاهد الكوثري — محمد المصلح
- أثر الإمام الكوثري في نصرة وتأييد المذاهب الفقهية السنية — صلاح محمد أبو الحاج
- الإمام محمد زاهد الكوثري وإسهاماته في علم الرِّواية والإسناد — محمد عبد الله آل رشيد
- الإمام الكوثري وسجالاته العلمية في الصحف والمجلات مع الكشف عما لم يجمع من مقالاته — إياد أحمد الغوج
- العلامة محمد زاهد الكوثري وموقفه من النزعة الظاهرية في عصره — د. عبد الرزاق وورقية
- مجمل آثار وآراء زاهد الكوثري — أ. د. عمار جيدل
- جهود الشيخ محمد زاهد الكوثري في خدمة السنة المشرفة: عرض ودراسة — الأستاذ الدكتور أبو بكر بن الطيب كافي أستاذ الحديث وعلومه ورئيس قسم الكتاب والسنة بجامعة الأمير عبد القادر للعلوم الإسلامية بقسنطينة بالجزائر.
- جهود الشيخ الكوثري في خدمة السنة والمذاهب الفقهية السنية والدفاع عن العقيدة الإسلامية (23-24 نوفمبر 2007 : دوزجة): وهي البحوث المقدمة باللغة العربية لمؤتمر محمد زاهد الكوثري الدولي/ قدم له عبد الله محمد عبد الله إسماعيل.
- التنكيل بما في تأنيب الكوثري من الأباطيل - تأليف: الإمام عبد الرحمن المعلمي اليماني. وهو رد على كتاب تأنيب الخطيب تأليف: محمد الكوثري. بسبب تجني الكوثري على علماء أهل السنة.
- الشيخ محمد زاهد الكوثري وجهوده الكلامية ويليه صفة الكلام لله تعالى بين المتكلمين والمدرسة النصية دراسة مقارنة. تأليف: الدكتور حامد إبراهيم محمد دمباي.[8]